# Bittacus zambezinus
Bittacus zambezinus is een schorpioenvlieg uit de familie van de hangvliegen (Bittacidae). De wetenschappelijke naam van de soort is voor het eerst geldig gepubliceerd door Navás in 1931.
De soort komt voor in Mozambique, Malawi, Zimbabwe en Zuid-Afrika.